# Ricardo Chibanga
Ricardo Chibanga (Lourenço Marques, África Oriental Portuguesa, 8 de noviembre de 1947 - Golegã, Portugal, 16 de abril de 2019) fue un torero de Mozambique, primer torero africano y negro que, en la década de 1960 fue uno de los más famosos principalmente en Portugal y España, llegó a tener el apodo de «El Rey Africano».
Chibanga provenia de una familia humilde, de padre pastelero y siendo el cuarto de siete hermanos. La necesidad de ayudar a su familia le obligó muy pronto a realizar diferentes trabajos en su ciudad natal, un empleo de repartidor de publicidad le llevó a pasar mucho tiempo en las inmediaciones de la Monumental de Lourenço Marques, plaza de toros de la capital mozambiqueña, allí comenzaría la afición que marcaria su vida.
Fue descubierto por el portugués Manuel Dos Santos, quién lo llevó a Portugal y lo introdujo en la escuela de Golegá. Entre los años 1968 y 1969 Chibanga participó en más de 70 novilladas incluyendo plazas emblemáticas del país luso, como Villafranca de Xiles, Santarem o Campo Pequeno, en Lisboa.
Se trasladó a Sevilla de mano del apoderado Manuel Carneiro y paso a entrenar junto a grandes promesas de la época como Rafael Torres o Paco Camino.
En poco tiempo Ricardo Chibanga se hizo un nombre en la esfera de la tauromaquia bajo el seudónimo de El Africano y El Rey Africano.
Tomo la alternativa en la Real Maestranza de Caballería de Sevilla, en la feria de la Virgen de los Reyes el 15 de agosto de 1971 de mano del matador Antonio Bienvenida y en presencia de su amigo Rafael Torres. Aquella emotiva tarde Chibanga cortaría una oreja, trofeo que le abriría las puertas de multitud de plazas de todo el país con gran existo de público y crítica. Ver a un torero de raza negra fue un atractivo importante en la España del ocaso del franquismo.
Confirmó su alternativa en la madrileña plaza de Las Ventas y en el coso sevillano fueron varias sus apariciones compartiendo cartel con el ídolo de la afición hispalense Curro Romero. En el verano de 1973 su participación en una corrida en aquella plaza que contemplaba de chaval en su Mozambique natal, se convirtió en un acontecimiento nacional para el país africano.
La carrera taurina de Chibanga fue tan gloriosa como corta ya que tres años después de tomar la alternativa una grave enfermedad ocular le apartaría definitivamente de los ruedos, aunque continuaría vinculado al mundo de los toros como empresario taurino. Su último toreo tuvo lugar en 1974 en Macao, entonces colonia portuguesa, donde se celebraron festejos taurinos con un total de 10 corridas.
El martes 16 de abril de 2019 Ricardo Chibanga falleció a los 76 años en su domicilio de Golegá (Portugal) a causa de las complicaciones de un ictus sufrido semanas atrás.
En marzo de 2020 en la localidad portuguesa de Chamusca se organizó una corrida homenaje en su nombre, Morante de la Puebla, El Fandi o José Mari Manzanares participaron en aquel festival junto a otros rejoneadores y toreros lusos. Morante, que llegó a conocer a Chibanga en vida, inauguró un busto del torero en la localidad que le vio llegar de África: Golegá. El Cigarrero, acompañado del banderillero José Tinoca, hombre de confianza de Chibanga fueron los encargados de descubrir el monumento.